# Wang Gongliang
Wang Keda (chino simplificado: 王柯达, Pinyin: Wáng Kēdá), más conocido como Wang Gongliang (chino: 王宫良), es un actor, cantante y modelo chino.

## Biografía
Estudió en la Academia de cine de Beijing.

## Carrera
Formó parte de la agencia "Summer Star Entertainment" del 2011 al 2016.  
En junio del 2018 se unió al elenco recurrente de la serie My Story for You donde interpretó a Li Ningfeng, un oficial de la policía amable y estricto, así como el esposo de Zhang Yaoyao (Zhang Yishang).
El 21 de febrero del 2020 se unió elenco principal de la serie The Love Lasts Two Minds (previamente conocida como "Past Life and Life") donde dio vida a Zuo Yanxi, el guardaespaldas del Emperador de Liang (Yu Menglong) y un experto médico, hasta el final de la serie el 22 de marzo del mismo año.
Ese mismo año se unirá al elenco de la serie Unmarried Queen (también conocida como "Too Good To Be Married") donde interpretará a Luo Chang, el ex-prometido y amigo de He Daye (Tong Liya).

## Filmografía

### Series de televisión
| Año             | Título                                      | Personaje             | Notas        |
| --------------- | ------------------------------------------- | --------------------- | ------------ |
| 2020 - presente | 美人香                                      | -                     |              |
| 2020 - presente | 抓紧时间爱                                  | -                     |              |
| 2020 - presente | Unmarried Queen (不婚女王)                  | Luo Chang             |              |
| 2020            | The Love Lasts Two Minds (两世欢)           | Zuo Yanxi             |              |
| 2020            | The Beauty                                  | 3er. Príncipe Hongshi |              |
| 2018            | My Story for You (为了你我愿意热爱整个世界) | Li Ningfeng           |              |
| 2016            | Hello Joann (你好乔安)                      | -                     |              |
| 2016            | Marry a Husband (嫁个老公过日子)            | -                     |              |
| 2015            | Balala the Fairies (巴啦啦小魔仙之音符之谜) | Príncipe Omar         |              |
| 2015            | Little Beast Flowershop (小野兽花店)        | Liang Shi             | 10 episodios |
| 2014            | 女神办公室 2                                | -                     |              |
| 2014            | Sunshine in Me (骄阳似我)                   | Yang Tianxiang        | 35 episodios |
| 2013            | Mao Zedong (毛泽东)                         | 罗雪瓒                |              |
| 2010            | 追捕                                        | 向少卿                |              |

### Películas
| Año  | Título               | Personaje              | Notas                                                                                                |
| ---- | -------------------- | ---------------------- | --- |
| 2019 | Shanghai Fortress    | Zeng Wei               | junto a Luhan, Shu Qi, Godfrey Gao, Shi Liang, Wang Sen y Sun Jialing                                |
| 2015 | From Now To The Past | Da                     | junto a Pei Zitian y Hu Lingmeng (corto)                                                             |
| 2014 | Wave To and Fro      | A-sang Wei             | |
| 2013 | Diving High          | Peng Gu                | |
| 2012 | Elopement            | NONO                   | |
| 2012 | On My Way            | Ting Lei               | |
| 2011 | The Flowers of War   | Soldado                | junto a Christian Bale, Ni Ni, Xinyi Zhang, Tong Dawei, Shigeo Kobayashi, Paul Schneider y Shawn Dou |
| 2011 | Great Wall, My Love  | Yang Guobin (de joven) | junto a Tong Dawei, Cherrie Ying, Dong Xuan y Xiong Naijin                                           |

### Programa de variedades
| Año  | Programa | Notas |
| ---- | -------- | ----- |
| 2014 | 说剧实话 |       |

### Musical
| Año  | Título   | Personaje | Notas |
| ---- | -------- | --------- | ----- |
| 2011 | 天龙八部 | 段誉      |       |

## Discografía

### Álbum
| Año  | Título       | Notas |
| ---- | ------------ | ----- |
| 2013 | 二楼上的精灵 |       |

### Singles
| Año  | Canción  | Álbum | Notas |
| ---- | -------- | ----- | ----- |
| 2011 | My Angel | -     | -     |
| 2011 | 英雄""   | -     | -     |

## Premios y nominaciones
| Año  | Categoría    | Premio | Trabajo  | Resultado |
| ---- | ------------ | ------ | -------- | --------- |
| 2014 | 潜力优质演员 | -      | 骄阳似我 | Ganó      |